# محطة أوميديلا للطاقة الشمسية
محطة أوميديلا للطاقة الشمسية  (بالإنجليزية: Olmedilla Photovoltaic Park)‏ هي محطة تستخدم التأثير الضوئي الجهدي لتحويل الطاقة الشمسي إلى طاقة كهربائية بأسبانيا . تبلغ قدرة المحطة 60 ميجاواط وهي أكبر محطة في العالم تعمل بالتأثير الضوئي الجهدي . بُنيت المحطة عام 2008 وتستخدم 160.000 من الألواح الضوئية الجهدية . وتمد المحطة نحو 40.000 بيت بالتيار الكهربائي .
.

## اقرأ أيضا
- محطة ايفانباه للطاقة الشمسية
- خلية شمسية
- خلية ضوئية جهدية متعددة الوصلات
- ظاهرة كهروضوئية
- لوح ضوئي
- مصفوف ضوئي جهدي
- تأثير ضوء جهدي
- خلية ضوئية جهدية
- محطات طاقة شمسية جهدية
- محطة مورا للطاقة الشمسية
- محطة فالدبولينتز للطاقة الشمسية